# 王聘 (嘉靖進士)
王聘（1512年—1558年），字念覺，山东東昌府滨州利津縣人，民籍。明朝政治人物。

## 生平
治《書經》，由縣學生中式壬午科（1522年）山东鄉試第七十名舉人，年二十九歲中式嘉靖二年（1523年）癸未科會試第一百四十三名，第三甲第二百十二名進士。授陕西盩厔县知县，七年十一月选授户科给事中，九年六月升兵科右，十年五月兵工二部失火，将公署焚烧殆尽，堂官之下悉下诏狱，王聘上疏申救，上责其玩法市恩，令调外任用。十三年任浙江蕭山知縣，嘉靖十六年任河南卫辉府知府，十八年世宗南巡承天府，駐跸卫辉，行在失火，知府王聘和汲县署印知县侯郡被绑缚行驾前，至承天廷杖后，发边方为民，编辑管辽东安乐州。後詔許冠帶閑住，尋乞自效從軍古北口，嘉靖三十七年戊午卒于边关。

## 家族
曾祖王思讓。祖父王弘，義官。父王臣。母李氏。慈侍下。兄王詔、弟王徵、王登、王延。